# Elaphoglossum nanoglossum
Elaphoglossum nanoglossum är en träjonväxtart som beskrevs av John T. Mickel. Elaphoglossum nanoglossum ingår i släktet Elaphoglossum och familjen Dryopteridaceae. Inga underarter finns listade.